# Киндизька сільська адміністрація
Кинди́зька сільська́ адміністра́ція (абх. Кындыҕ ақыҭа ахадара) — сільська адміністрація в складі Очамчирського району Абхазії. Адміністративний центр адміністрації — село Киндиг.
Сільська адміністрація в часи СРСР існувала як Кіндзька сільська рада та Ахалі-Кіндзька сільська рада. 1994 року, після адміністративної реформи в Абхазії, сільські ради були об'єднанні і перетворені на єдину сільську адміністрацію.
В адміністративному відношенні сільська адміністрація утворена з 3 сіл:
- Алапанра (Лепона)
- Ахиуаа (Ахиваа)
- Киндиг (Кіндгі, Ахалі-Кіндгі)

| Грузія | Це незавершена стаття з географії Грузії. Ви можете допомогти проєкту, виправивши або дописавши її. |